# Sergio Bermejo
Sergio Bermejo Lillo (Madrid, Comunidad de Madrid, 17 de agosto de 1997) es un futbolista español que juega en la posición de centrocampista en el Gil Vicente F. C. de la Primeira Liga.

## Trayectoria
Se formó en la cantera del Getafe C. F., en que en la temporada 2014-15 debutó con el equipo filial azulón, siendo jugador aún del juvenil. Pasó a tener ficha con el segundo equipo en la campaña 2016-17. En esa misma temporada fue cedido al CD Móstoles URJC. En la 2017-18 volvió al segundo equipo azulón.
En el verano de 2018 firmó con el C. D. A. Navalcarnero del Grupo I de la Segunda División B. En diciembre de ese año se confirmó su fichaje por el Real Club Celta de Vigo "B".
El 30 de octubre de 2019 hizo el debut con el primer equipo en la Primera División en un encuentro frente al Real Betis Balompié en el Estadio Benito Villamarín, en el que perdieron por dos goles a uno, sustituyendo a Denis Suárez en los minutos finales del encuentro.
En julio de 2020 se desvinculó del Celta de Vigo, después de que el conjunto gallego decidiera cortar el contrato que tenía hasta 2023, ya que no entraba en los planes del primer equipo dirigido por Óscar García Junyent. El 11 de agosto inició una nueva etapa al comprometerse con el Real Zaragoza por tres temporadas. Con este equipo jugó más de 120 partidos en la Segunda División antes de ser cedido al Elche C. F. en febrero de 2024.
El 24 de enero de 2025, tras cuatro años y medio en el Real Zaragoza, se confirmó su marcha definitiva siendo traspasado al Gil Vicente F. C. de la Primeira Liga.

## Clubes
| Club                       | País     | Año             |
| -------------------------- | -------- | --------------- |
| Getafe C. F. "B"           | España   | 2016-2017       |
| C. D. Móstoles U. R. J. C. | España   | 2017            |
| Getafe C. F. "B"           | España   | 2017-2018       |
| C. D. A. Navalcarenero     | España   | 2018-2019       |
| R. C. Celta de Vigo "B"    | España   | 2019-2020       |
| Real Zaragoza              | España   | 2020-2025       |
| Elche C. F. (cesión)       | España   | 2024            |
| Gil Vicente F. C.          | Portugal | 2025-actualidad |